# سیارک ۱۳۴۳۲۹
سیارک ۱۳۴۳۲۹ (به انگلیسی: 134329 Cycnos، نامگذاری:2377T-3) صد و سی و چهار هزار و سیصد و بیست و نهمین سیارک کشف شده‌است که در ۱۶ اکتبر ۱۹۷۷ کشف شد.